# TAM (ボリビア)
TAM（スペイン語：Transporte Aéreo Militar、日本語訳：軍航空輸送）は、かつてボリビア空軍が運営した国営航空会社。ラパスに拠点を置いていた。2019年、運航停止した。

## 概要
TAMはボリビア国内の遠隔地にある重要都市に対する旅客輸送を行なうことを目的に創設された。この旅客輸送業務を第71航空群（Grupo Aereo 71）が担当することとなる。原型となった部隊は1944年に航空輸送飛行隊（Escuadron de Transporte Aereo：ETA）として編成され、1945年にC-47が配備された。このC-47は第71航空群のロゴに採用されている。

## 主な就航地
2009年時点での運行曜日と路線
- 月曜日：ラパス - ルレナバケ（Rurrenabaque） - ラパス
- 水曜日：サンタ・クルス・デ・ラ・シエラ - トリニダ - ルレナバケ - トリニダ
- 水曜日：ラパス - ルレナバケ - ラパス
- 木曜日：トリニダ - サンタ・ロサ - レジェス（Reyes） - サン・ボルハ（San Borja） - トリニダ
- 金曜日：ラパス - ルレナバケ - ラパス

## 運航機材
2009年時点での運行機材
- BAe 146-200 ：4機
- MA60：2機
- ビーチクラフト 1900：1機
- CASA C-212：1機
- コンベア240：1機
- C-130：2機[2]
- DC-10-10P：1機[2]